# Федосеев, Александр Сергеевич
Александр Сергеевич Федосеев (20 июля 1991, Москва) — российский хоккеист, нападающий. Брат хоккеиста Семёна Дер-Аргучинцева.

## Карьера
Воспитанник московских «Крыльев Советов». Начал профессиональную карьеру в 2009 году в составе клуба в Молодёжной хоккейной лиге, выступая до этого за фарм-клуб. В своём первом сезоне набрал 37 (19+18) очков в 62 встречах. В том же году на драфте КХЛ Федосеев был выбран в 4 раунде под общим 74 номером ЦСКА, с которым 27 мая 2010 года подписал контракт. Сезон 2010/11 начал в составе «Красной Армии», однако уже 11 октября в матче против нижегородского «Торпедо» дебютировал в Континентальной хоккейной лиге, проведя на площадке чуть больше 4 минут. 9 декабря Федосеев покинул систему ЦСКА и стал игроком московского МХК «Спартак», в составе которого за оставшуюся часть сезона набрал 8 (3+5) очков в 18 матчах. Перед стартом нового сезона заключил соглашение с чеховским «Витязем», где сумел закрепиться в составе, проводя на площадке больше 15 минут, набрав 13 (4+9) результативных баллов в 35 встречах. 4 сентября 2012 года расторг контракт с клубом и вслед за своим наставником Андреем Назаровым перебрался в череповецкую «Северсталь». В сезоне 2012/13 Федосеев появился на площадке в 42 встречах отметившись 6 (3+3) результативными баллами. В следующем году после ухода главного тренера потерял место в составе клуба, и 21 ноября 2013 года покинул команду по обоюдному согласию сторон.

## Статистика выступлений
Последнее обновление: 22 ноября 2013 года
|                 |                    |                 | Регулярный сезон | Регулярный сезон | Регулярный сезон | Регулярный сезон | Регулярный сезон | Регулярный сезон | Плей-офф | Плей-офф | Плей-офф | Плей-офф | Плей-офф | Плей-офф |
| Сезон           | Команда            | Лига            | Игр              | Г                | П                | Очк              | +/-              | Штр              | Игр      | Г        | П        | Очк      | +/-      | Штр      |
| --------------- | ------------------ | --------------- | ---------------- | ---------------- | ---------------- | ---------------- | ---------------- | ---------------- | -------- | -------- | -------- | -------- | -------- | -------- |
| 2009/10         | МХК Крылья Советов | МХЛ             | 60               | 19               | 18               | 37               | +12              | 82               | 2        | 0        | 0        | 0        | -1       | 4        |
| 2010/11         | Красная Армия      | МХЛ             | 24               | 3                | 6                | 9                | -4               | 40               | —        | —        | —        | —        | —        | —        |
| 2010/11         | ЦСКА               | КХЛ             | 2                | 0                | 0                | 0                | --               | 0                | —        | —        | —        | —        | —        | —        |
| 2010/11         | МХК Спартак        | МХЛ             | 18               | 3                | 5                | 8                | +4               | 4                | —        | —        | —        | —        | —        | —        |
| 2011/12         | Русские Витязи     | МХЛ             | 15               | 6                | 8                | 14               | +6               | 37               | —        | —        | —        | —        | —        | —        |
| 2011/12         | Витязь             | КХЛ             | 35               | 4                | 9                | 13               | -11              | 97               | —        | —        | —        | —        | —        | —        |
| 2012/13         | Алмаз              | МХЛ             | 2                | 0                | 2                | 2                | --               | 2                | —        | —        | —        | —        | —        | —        |
| 2012/13         | Титан              | ВХЛ             | 1                | 0                | 0                | 0                | --               | 0                | —        | —        | —        | —        | —        | —        |
| 2012/13         | Северсталь         | КХЛ             | 34               | 2                | 3                | 5                | +9               | 24               | 8        | 1        | 0        | 1        | -2       | 2        |
| 2013/14         | Северсталь         | КХЛ             | 12               | 1                | 1                | 2                | -1               | 8                | —        | —        | —        | —        | —        | —        |
| Всего в КХЛ     | Всего в КХЛ        | Всего в КХЛ     | 83               | 7                | 13               | 20               | -3               | 129              | 8        | 1        | 0        | 1        | -2       | 2        |
| Всего в карьере | Всего в карьере    | Всего в карьере | 203              | 38               | 52               | 90               | +15              | 294              | 10       | 1        | 0        | 1        | -3       | 6        |